# Ladeania lanceolata
Ladeania lanceolata là một loài thực vật có hoa trong họ Đậu. Loài này được (Pursh) A.N. Egan & Reveal mô tả khoa học đầu tiên năm 2009.